# Берлинска катедрала
Берлинска катедрала је монументална немачка евангелистичка црква и династичка гробница ( Кућа Хоенцолерна ) на Музејском острву у централном Берлину. Имајући своје порекло као капела замка за Берлинску палату, неколико објеката је служило за смештај цркве од 15. века. Садашња саборна црква грађена је од 1894. до 1905. године по наредби цара Вилијама II према плановима Јулија Рашдорфа у стилу ренесансе и барока. Она је највећа протестантска црква у Немачкој  и једна од најважнијих династичких гробница у Европи.  Поред црквених служби, катедрала се користи за државне свечаности, концерте и друге догађаје.
Од 1975. године Берлинска катедрала се састојала од велике цркве проповеди (Denkmalskirche) у центру и мање цркве крштења и брачне цркве (Tauf- und Traukirche) на јужној страни и Хоенцолернова крипта (Hohenzollerngruft), која покрива скоро цео подрум. Оштећена током савезничког бомбардовања у Другом светском рату, оригинална унутрашњост катедрале је обновљена до 2002. Тренутно се расправља и о рестаурацији историјског екстеријера.

## Историја
Берлинска катедрала има дугу историју која почиње као римокатоличка богомоља у 15. веку. Почетак је 1451. године
Историја данашње цркве и њене заједнице датира од 1451. године. Те године принц-изборник Фредерик II од Бранденбурга преселио се са својом резиденцијом из Бранденбурга на Хавелу у Колн у новоподигнуту Градску палату, у којој је била и католичка капела. Године 1454. Фредрик, након што се вратио са свог ходочашћа у Јерусалим, подигао је капелу у жупну цркву, богато је обдарио реликвијама и олтарима.  Папа Никола V наредио је Стефану Бодекеру, да освети капелу Еразму од Формије. 
Дана 7. априла 1465. године папа Павле II је приписао капели Светог Еразма колеџ канонског права посвећен Богородици , Часном Крсту, Петру, Павлу, Еразми из Формије и Николи из Мирликије. Саборна црква је црква која има приходе и имања, да би обезбедила низ канона, који се у канонском праву називају Колеџ, са пребендима.  У том погледу саборна црква је слична катедрали, због чега је у колоквијалном немачком термин катедрални колеџ, постао синекдоха која се користи – парс про тото – за све факултете канонског права.. Фредерик Гвоздени зуб је колеџу обезбедио имања, довољна за снабдевање осам канонских пребендара.  Дана 20. јануара 1469. уложено је осам свештеника, које је изабрао Фредрик, као саборне канонике са пребендима. 

### Модерна Берлинска катедрала (1893-данас)
У 19. веку се расправљало о новој згради, али је постнаполеонско сиромаштво онемогућило њену реализацију. Након демонтирања покретног ентеријера, Буманова зграда је срушена 1893. године, а Јулијус и Ото Рашдорф, саградили су садашњу Врховну парохијску и катедралну цркву у бујним облицима неоренесансног стила. 
Без раздвајања протестантске цркве и државе Пруске, Вилхелм II је служио као врховни гувернер Евангелистичке државне цркве старијих пруских провинција, и држава је платила комплетну цену изградње од 11,5 милиона марака. Дуга 114 метара, широка 3 метара и висока 116 метара, била је много већа од било које претходне зграде и сматрана је протестантском противтежом базилици Светог Петра у Ватикану. Дана 27. фебруара 1905. године, садашња зграда је свечано отворена. 
1940. године, таласи експлозије одували су део прозора. 24. маја 1944. бомба је ушла у кровни фењер куполе и пожар није могао да се угаси. Тако је фењер изгорео и срушио се на главни спрат. Између 1949. и 1953. године изграђен је привремени кров који је оградио зграду. Дана 9. маја 1967. тада још неподељена Евангелистичка црква Уније одлучила је да формира комисију за реконструкцију, која се тада налазила у источном Берлину.  Влада Немачке Демократске Републике није се противила због истовременог прилива немачких марака .
Године 1975. започета је реконструкција. То је довело до тога да су се на цркви појавиле скеле за рестаурацију, док су на њену неоштећену стражњу страну примијењена детонација. Влада је захтевала и уклањање што већег броја крстова. Рушење и преуређење коштало је 800.000 марака, док је рестаурација коштала само 50.000 марака.  Друштво за изградњу берлинске катедрале сада настоји да обнови Denkmalskirche.  
1980. крстионица и црква венчања су поново отворене. Обнова наоса започета је 1984. године. Дана 6. јуна 1993. године, наос је реинаугурисан на догађају којем је присуствовао савезни канцелар Хелмут Кол и који је емитован широм земље у Немачкој. Било је разговора да се куполе врате у првобитни изглед, али до тога није дошло.